# Университетский устав 1804 года
Университетский устав 1804 года — правовой акт Российской империи, определявший устройство и порядки в университетах империи. Был принят 5 (17) ноября 1804 года.
Как отмечал Н. П. Загоскин «первые университеты основывались в России не в силу назревшей потребности в них общества, не в силу культурного роста общественной мысли и общественного самосознания, но в интересах государства и по его инициативе». Поэтому, реализуя идею «государственного утилитаризма», университеты сразу были поставлены «в административно-служебное отношение к государству».
Александр I первоначально подписал 5 ноября 1804 года «Утвердительную грамоту Императорского Московского университета» и его устав. Вскоре были изданы аналогичные нормативные акты по Харьковскому и Казанскому университетам, которые почти полностью совпадали с предыдущим; таким образом, фактически появился типовой устав российских университетов.
За основу были приняты порядки западноевропейских, по преимуществу германских университетов. Целью университета было определено подготовка юношества «для вступления в различные звания Государственной службы». Кроме этого, университет должен был распространять знания вообще и вести научную деятельность, в том числе через создаваемые научные общества.
Университет подчинялся попечителю соответствующего учебного округа Министерства народного просвещения, но обладал вполне определённой автономией, хотя на практике власть попечителя была очень сильной и существенной. Органами коллегиального управления были установлены — Совет университета, собрание отделений (факультетов) и Правление. Совет университета, ведавший всеми делами университета и состоявший из ординарных и экстраординарных профессоров, выбирал из своей среды ректора. Исполнительным органом университетской власти являлось Правление, состоявшее из ректора, деканов факультетов и особого непременного заседателя, назначаемого из среды ординарных профессоров попечителем учебного округа. Правление ведало не только всей хозяйственной и отчётной частью, но осуществляло юрисдикцию по гражданским искам к членам университета, а по уголовным делам производило предварительное расследование.
Университет состоял из четырех отделений (факультетов), на каждом из которых устанавливалось определённое число профессорских кафедр:
- Отделение нравственных и политических наук (позже — Философский факультет Московского университета):

1. Богословия догматического и нравоучительного
2. Толкования Священного Писания и Церковной истории
3. Умозрительной и практической философии
4. Прав: естественного, политического и народного
5. Прав гражданского и уголовного судопроизводства в Российской империи
6. Прав знатнейших как древних, так и нынешних народов
7. Дипломатики и политической экономии.

- Отделение физических и математических наук (Физико-математический факультет Московского университета):

1. Теоретической и опытной физики
2. Чистой математики
3. Прикладной математики
4. Астрономии
5. Химии
6. Ботаники
7. Минералогии и сельского домоводства
8. Технологии и наук, относящихся к торговле и фабрикам.

- Отделение врачебных или медицинских наук (Медицинский факультет Московского университета):

1. Анатомии, физиологии и судебной врачебной науки
2. Патологии, терапии и клиники
3. Врачебного веществословия, фармации и врачебной словесности
4. Хирургии
5. Повивального искусства.
6. Скотолечения

- Отделение словесных наук (Историко-филологический факультет Московского университета):

1. Красноречия, стихотворства и языка Российского
2. Греческого языка и словесности греческой
3. Древностей и языка латинского
4. Всемирной истории, статистики и географии
5. Истории, статистики и географии Российского государства
6. Восточных языков
7. Теории изящных искусств и археологии.

Профессора, хотя самостоятельно определяли структуру своего курса и учебное пособие, по которому желал читать лекции, должны были «читать свои курсы в строго определённом направлении и по строго определенным программам», которые утверждались Советом университета, который мог предписать профессору внести какие-либо коррективы в содержание курса.
Устав давал университетам право присваивать учёные степени кандидатов, магистров и докторов.
Желающие обучаться в университете должны были представить документ об окончании гимназии либо сдать вступительные экзамены. Прослушав «науки приуготовительные», «которым необходимо должны учиться все желающие быть полезными себе и Отечеству», студент после успешной сдачи ежегодных и итоговых экзаменов, получал степень кандидата и право продолжить обучение. Для получения двух других «высших университетских достоинств» кандидат, кроме экзаменов должен был прочитать: для магистра — одну, а для доктора — три публичные лекции и защитить диссертацию; особо было выделено врачебное отделение: «Факультет обязан наблюдать величайшую строгость и крайнюю осторожность при испытании желающих получить достоинство Магистра или Доктора в Отделении Врачебной Науки».
При создании Киевского университета (8 ноября 1833 года), для него был выработан Временный устав, значительно отличавшийся от устава 1804 года. Спустя два года был утверждён новый общий университетский устав.